# Bourguignon-lès-Conflans
Bourguignon-lès-Conflans település Franciaországban, Haute-Saône megyében. Lakosainak száma 136 fő (2022. január 1.). Bourguignon-lès-Conflans Dampierre-lès-Conflans, Bassigney, Conflans-sur-Lanterne, Cubry-lès-Faverney, Mersuay és Saint-Rémy-en-Comté községekkel határos.

## Népesség
A település népességének változása:
| Lakosok száma | 135  | 137  | 142  | 141  | 144  | 147  | 150  | 143  | 136  |
|               | 2013 | 2015 | 2016 | 2017 | 2018 | 2019 | 2020 | 2021 | 2022 |